# 長野県第1区
長野県第1区（ながのけんだい1く）は、日本の衆議院議員総選挙における選挙区。1994年（平成6年）の公職選挙法改正で設置。

## 区域
2013年（平成25年）公職選挙法改正以降の区域は以下のとおりである。
- 長野市（旧大岡村・豊野町・戸隠村・鬼無里村・信州新町・中条村域を除く）
  - 本庁管内
  - 篠ノ井・松代・若穂・川中島・更北・七二会・信更・古里・柳原・浅川・大豆島・朝陽・若槻・長沼・安茂里・小田切・芋井・芹田・古牧・三輪・吉田の各支所管内
- 須坂市
- 中野市
- 飯山市
- 上高井郡
- 下高井郡
- 下水内郡

1994年（平成6年）公職選挙法改正から2013年の小選挙区改定までの区域は以下のとおりである。
- 長野市
- 須坂市
- 中野市
- 飯山市
- 上高井郡
- 下高井郡
- 下水内郡

## 歴史
長野市（2区に属さない区域）を中心とする選挙区。帝国議会から100年以上にわたり小坂家が議席を占めていた区域であった。本選挙区の設置以来小坂憲次が新進党、その後自民党と政党を変えながらも議席を維持していた。
小選挙区制移行後初となる、1996年の第41回衆議院議員総選挙では、当時新進党所属の小坂に加え、自民党の若林正俊、新党さきがけの田中秀征と3人の前職が争う激戦となったが、小坂が比例復活を許さず当選を果たしている（その後、若林は第18回参議院議員通常選挙に立候補し、当選）。
しかし、2003年・2005年の2度にわたり篠原孝（民主党）が比例で復活当選し小坂ブランドにも徐々に陰りが見え始めた。2009年の総選挙で民主党の追い風に乗り篠原が小選挙区で当選、小坂が比例復活できなかったことにより、小坂家は帝国議会以来100年以上守ってきた議席をついに失うこととなった。その後、小坂は第22回参議院議員通常選挙の比例区で当選し参議院議員に転じ、篠原が4期連続で小選挙区で議席を獲得していた。第49回衆議院議員総選挙では元参議院議員で自民党の若林健太が篠原を破り初当選。16年ぶりに1区での自民議席が復活した（篠原も比例復活）。第50回衆議院議員総選挙では篠原が勝利し、若林は比例名簿非登載となっていた影響もあり落選。

## 小選挙区選出議員
| 選挙名                 | 年     | 当選者   | 党派       |
| ---------------------- | ------ | -------- | ---------- |
| 第41回衆議院議員総選挙 | 1996年 | 小坂憲次 | 新進党     |
| 第42回衆議院議員総選挙 | 2000年 | 小坂憲次 | 自由民主党 |
| 第43回衆議院議員総選挙 | 2003年 | 小坂憲次 | 自由民主党 |
| 第44回衆議院議員総選挙 | 2005年 | 小坂憲次 | 自由民主党 |
| 第45回衆議院議員総選挙 | 2009年 | 篠原孝   | 民主党     |
| 第46回衆議院議員総選挙 | 2012年 | 篠原孝   | 民主党     |
| 第47回衆議院議員総選挙 | 2014年 | 篠原孝   | 民主党     |
| 第48回衆議院議員総選挙 | 2017年 | 篠原孝   | 無所属     |
| 第49回衆議院議員総選挙 | 2021年 | 若林健太 | 自由民主党 |
| 第50回衆議院議員総選挙 | 2024年 | 篠原孝   | 立憲民主党 |

## 選挙結果
時の内閣：第1次石破内閣 解散日：2024年10月9日 公示日：2024年10月15日
当日有権者数：41万6726人 最終投票率：55.74%（前回比：4%） （全国投票率：53.85%（2.08%））
| 当落 | 候補者名 | 年齢 | 所属党派     | 新旧 | 得票数    | 得票率 | 惜敗率 | 推薦・支持 | 重複 |
| ---- | -------- | ---- | ------------ | ---- | --------- | ------ | ------ | ---------- | ---- |
| 当   | 篠原孝   | 76   | 立憲民主党   | 前   | 105,231票 | 46.26% | ――     |            | ○    |
|      | 若林健太 | 60   | 自由民主党   | 前   | 88,792票  | 39.03% | 84.38% | 公明党推薦 |      |
|      | 若狭清史 | 44   | 日本維新の会 | 新   | 33,470票  | 14.71% | 31.81% |            | ◯    |

時の内閣：第1次岸田内閣 解散日：2021年10月14日 公示日：2021年10月19日
当日有権者数：42万5440人 最終投票率：59.74%（前回比：2.36%） （全国投票率：55.93%（2.25%））
| 当落 | 候補者名 | 年齢 | 所属党派   | 新旧 | 得票数    | 得票率 | 惜敗率 | 推薦・支持 | 重複 |
| ---- | -------- | ---- | ---------- | ---- | --------- | ------ | ------ | ---------- | ---- |
| 当   | 若林健太 | 57   | 自由民主党 | 新   | 128,423票 | 51.29% | ――     | 公明党推薦 | ○    |
| 比当 | 篠原孝   | 73   | 立憲民主党 | 前   | 121,962票 | 48.71% | 94.97% |            | ○    |

- 小松は比例東京ブロック単独で立候補したが、落選。

時の内閣：第3次安倍第3次改造内閣 解散日：2017年9月28日 公示日：2017年10月10日
当日有権者数：43万2700人 最終投票率：57.38%（前回比：6.79%） （全国投票率：53.68%（1.02%））
| 当落 | 候補者名 | 年齢 | 所属党派                     | 新旧 | 得票数    | 得票率 | 惜敗率 | 推薦・支持                               | 重複 |
| ---- | -------- | ---- | ---------------------------- | ---- | --------- | ------ | ------ | ---------------------------------------- | ---- |
| 当   | 篠原孝   | 69   | 無所属 (民進党籍)            | 前   | 131,883票 | 54.06% | ――     | 社会民主党・民進党長野県総支部連合会推薦 |      |
|      | 小松裕   | 55   | 自由民主党                   | 前   | 85,460票  | 35.03% | 64.80% | 公明党推薦                               | ○    |
|      | 橋本将之 | 37   | 日本維新の会                 | 新   | 22,817票  | 9.35%  | 17.30% |                                          | ◯    |
|      | 駒村幸成 | 61   | 長野県を日本一好景気にする会 | 新   | 3,784票   | 1.55%  | 2.87%  |                                          |      |

- 宮沢は希望の党公認で比例北陸信越ブロック単独で立候補したが、落選。
- 小松は第25回参議院議員通常選挙に長野県選挙区より出馬したが、落選。その後、石崎徹の議員辞職により2021年10月に繰り上げ当選[4]。

時の内閣：第2次安倍改造内閣 解散日：2014年11月21日 公示日：2014年12月2日
当日有権者数：42万5446人 最終投票率：50.59%（前回比：8.17%） （全国投票率：52.66%（6.66%））
| 当落 | 候補者名 | 年齢 | 所属党派   | 新旧 | 得票数   | 得票率 | 惜敗率 | 推薦・支持 | 重複 |
| ---- | -------- | ---- | ---------- | ---- | -------- | ------ | ------ | ---------- | ---- |
| 当   | 篠原孝   | 66   | 民主党     | 前   | 96,333票 | 45.82% | ――     | 緑の党支持 | ○    |
| 比当 | 小松裕   | 53   | 自由民主党 | 前   | 74,137票 | 35.26% | 76.96% | 公明党推薦 | ○    |
|      | 武田良介 | 35   | 日本共産党 | 新   | 26,903票 | 12.80% | 27.93% |            |      |
|      | 宮沢隆仁 | 59   | 次世代の党 | 前   | 12,888票 | 6.13%  | 13.38% |            | ◯    |

- 武田は第24回参議院議員通常選挙に比例区から立候補し、当選。

時の内閣：野田第3次改造内閣 解散日：2012年11月16日 公示日：2012年12月4日
当日有権者数：42万7377人 最終投票率：58.76%（前回比：15.51%） （全国投票率：59.32%（9.96%））
| 当落 | 候補者名 | 年齢 | 所属党派     | 新旧 | 得票数   | 得票率 | 惜敗率 | 推薦・支持     | 重複 |
| ---- | -------- | ---- | ------------ | ---- | -------- | ------ | ------ | -------------- | ---- |
| 当   | 篠原孝   | 64   | 民主党       | 前   | 89,400票 | 36.60% | ――     | 国民新党推薦   | ○    |
| 比当 | 小松裕   | 51   | 自由民主党   | 新   | 79,860票 | 32.70% | 89.33% | 公明党推薦     | ○    |
| 比当 | 宮沢隆仁 | 57   | 日本維新の会 | 新   | 47,870票 | 19.60% | 53.55% | みんなの党推薦 | ○    |
|      | 武田良介 | 33   | 日本共産党   | 新   | 27,119票 | 11.10% | 30.33% |                |      |

時の内閣：麻生内閣 解散日：2009年7月21日 公示日：2009年8月18日
当日有権者数：42万9859人 最終投票率：74.27%（前回比：4.09%） （全国投票率：69.28%（1.77%））
| 当落 | 候補者名 | 年齢 | 所属党派   | 新旧 | 得票数    | 得票率 | 惜敗率 | 推薦・支持 | 重複 |
| ---- | -------- | ---- | ---------- | ---- | --------- | ------ | ------ | ---------- | ---- |
| 当   | 篠原孝   | 61   | 民主党     | 前   | 161,543票 | 51.27% | ――     |            | ○    |
|      | 小坂憲次 | 63   | 自由民主党 | 前   | 124,136票 | 39.40% | 76.84% |            | ○    |
|      | 山口典久 | 48   | 日本共産党 | 新   | 26,872票  | 8.53%  | 16.63% |            | ○    |
|      | 横田基文 | 31   | 幸福実現党 | 新   | 2,535票   | 0.80%  | 1.57%  |            |      |

- 小坂は第22回参議院議員通常選挙に比例区から立候補し、当選。

時の内閣：第2次小泉改造内閣 解散日：2005年8月8日 公示日：2005年8月30日
当日有権者数：43万657人 最終投票率：70.18%（前回比：7.77%） （全国投票率：67.51%（7.65%））
| 当落 | 候補者名 | 年齢 | 所属党派   | 新旧 | 得票数    | 得票率 | 惜敗率 | 推薦・支持 | 重複 |
| ---- | -------- | ---- | ---------- | ---- | --------- | ------ | ------ | ---------- | ---- |
| 当   | 小坂憲次 | 59   | 自由民主党 | 前   | 140,831票 | 47.44% | ――     |            | ○    |
| 比当 | 篠原孝   | 57   | 民主党     | 前   | 121,185票 | 40.82% | 86.05% |            | ○    |
|      | 中野早苗 | 57   | 日本共産党 | 新   | 34,869票  | 11.74% | 24.76% |            | ○    |

時の内閣：第1次小泉第2次改造内閣 解散日：2003年10月10日 公示日：2003年10月28日
当日有権者数：42万9585人 最終投票率：62.41%（前回比：0.59%） （全国投票率：59.86%（2.63%））
| 当落 | 候補者名 | 年齢 | 所属党派   | 新旧 | 得票数    | 得票率 | 惜敗率 | 推薦・支持 | 重複 |
| ---- | -------- | ---- | ---------- | ---- | --------- | ------ | ------ | ---------- | ---- |
| 当   | 小坂憲次 | 57   | 自由民主党 | 前   | 118,065票 | 44.95% | ――     |            | ○    |
| 比当 | 篠原孝   | 55   | 民主党     | 新   | 111,821票 | 42.58% | 94.71% |            | ○    |
|      | 中野早苗 | 55   | 日本共産党 | 新   | 32,757票  | 12.47% | 27.74% |            |      |

時の内閣：第1次森内閣 解散日：2000年6月2日 公示日：2000年6月13日 最終投票率：63.00% （全国投票率：62.49%（2.84%））
| 当落 | 候補者名   | 年齢 | 所属党派   | 新旧 | 得票数    | 得票率 | 惜敗率 | 推薦・支持 | 重複 |
| ---- | ---------- | ---- | ---------- | ---- | --------- | ------ | ------ | ---------- | ---- |
| 当   | 小坂憲次   | 54   | 自由民主党 | 前   | 127,010票 | 48.71% | ――     |            | ○    |
|      | 金久保喜一 | 43   | 民主党     | 新   | 81,289票  | 31.18% | 64.00% |            | ○    |
|      | 中野早苗   | 52   | 日本共産党 | 新   | 52,445票  | 20.11% | 41.29% |            | ○    |

時の内閣：第1次橋本内閣 解散日：1996年9月27日 公示日：1996年10月8日 （全国投票率：59.65%（8.11%））
| 当落 | 候補者名 | 年齢 | 所属党派     | 新旧 | 得票数    | 得票率 | 惜敗率 | 推薦・支持     | 重複 |
| ---- | -------- | ---- | ------------ | ---- | --------- | ------ | ------ | -------------- | ---- |
| 当   | 小坂憲次 | 50   | 新進党       | 前   | 118,386票 | 41.76% | ――     |                |      |
|      | 田中秀征 | 56   | 新党さきがけ | 前   | 78,401票  | 27.65% | 66.22% | 社会民主党推薦 |      |
|      | 若林正俊 | 62   | 自由民主党   | 前   | 65,403票  | 23.07% | 55.25% |                | ○    |
|      | 宮川和浩 | 36   | 日本共産党   | 新   | 21,329票  | 7.52%  | 18.02% |                |      |

- この選挙後、田中は引退。
- 若林は第18回参議院議員通常選挙に立候補し、当選。